# Hercostomus nigrihalteratus
Hercostomus nigrihalteratus är en tvåvingeart som beskrevs av Becker 1909. Hercostomus nigrihalteratus ingår i släktet Hercostomus och familjen styltflugor. Inga underarter finns listade i Catalogue of Life.